# The Washington Post
The Washington Post – największa i najstarsza gazeta codzienna w Waszyngtonie w Stanach Zjednoczonych. Czwarta w USA pod względem nakładu. Jej założycielem był Stilson Hutchins, dziennikarz i polityk Partii Demokratycznej. Pierwszy numer ukazał się 6 grudnia 1877 roku w nakładzie 10 tysięcy egzemplarzy. Liczył cztery strony i kosztował trzy centy. Pierwsza siedziba gazety mieściła się przy 914 Pennsylvania Ave.
Na początku funkcjonowania gazety do The Washington Post pisali Joseph Pulitzer oraz Theodore Roosevelt. 
Dziennik jest jedynym czasopismem na świecie, które posiada własny hymn. Utwór The Washington Post March skomponował w 1889 roku John Phillip Sousa, kompozytor i dyrygent US Marine Band. 
15 czerwca 1971 przedsiębiorstwo The Washington Post weszło na giełdę. 
6 sierpnia 2013 podano publicznie komunikat o sprzedaży należącego od czterech pokoleń do rodziny Grahamów dziennika Jeffowi Bezosowi – prezesowi firmy Amazon.com.
Gazeta zdobyła 76 nagród Pulitzera.

## Rozgłos

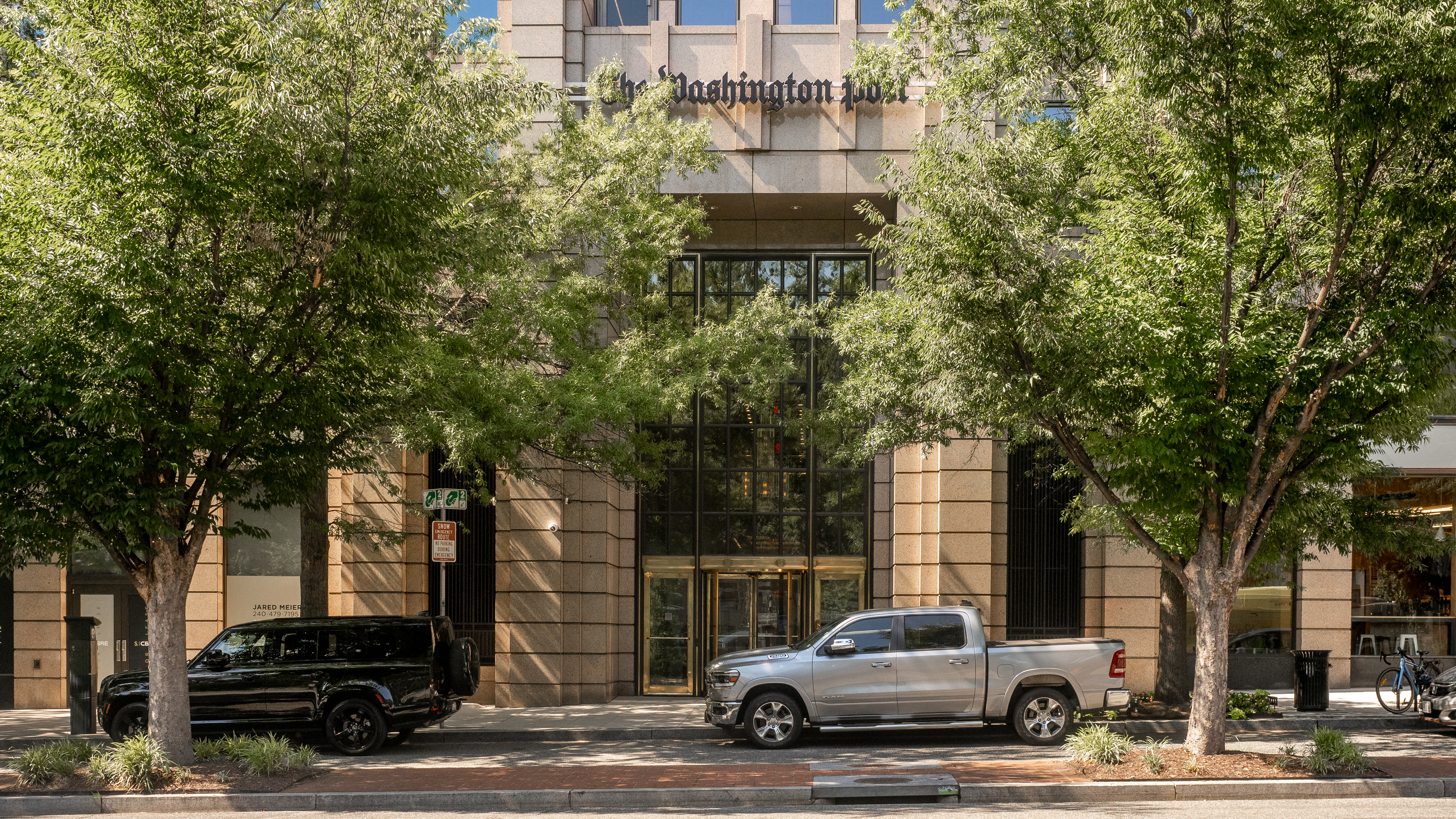
Wejście do siedziby The Washington Post w Waszyngtonie

Gazeta zdobyła światowy rozgłos przez swoje badanie afery Watergate w latach 70., w czym kluczową rolę odegrali jej reporterzy Bob Woodward i Carl Bernstein. Za dziennikarskie śledztwo obaj reporterzy otrzymali Nagrodę Pulitzera. 
Nagrodę Pulitzera zdobytą w 1981 roku przez Janet Cooke gazeta musiała jednak zwrócić w atmosferze skandalu. Okazało się, że nagrodzony artykuł o ośmioletnim chłopcu uzależnionym od narkotyków został zmyślony. Był to jedyny taki przypadek w historii przyznawania prestiżowej nagrody.

## Dziennikarze
Gazeta zatrudnia około 1050 dziennikarzy. Niektórzy z nich to:
- Anne Applebaum
- Carl Bernstein
- Katherine Boo
- David Remnick
- Bob Woodward
- Dżamal Chaszukdżi